# Droopy, superdetektyw
Droopy, superdetektyw (ang. Droopy, Master Detective) – amerykański serial animowany, w Polsce emitowany najpierw przez TVP 2 w bloku Godzina z Hanną Barberą w wersji lektorskiej potem na kanale Boomerang i Cartoon Network z polskim dubbingiem. Od 26 lutego 2014 roku serial emitowany w TV Puls 2. W skład odcinków wchodzą oprócz odcinków z Droopym superdetektywem także przygody Wiewiórka Świrka, Super Wiewiórka Błyskawicy i Dzikiej Myszy.

## Wersja polska
Opracowanie wersji polskiej: Start International Polska

Reżyseria: Janusz Bukowski

Dialogi polskie:
- Witold Surowiak (odc. 1),
- Ewa Ziemska (odc. 2-5, 11-12),
- Krystyna Skibińska-Subocz (odc. 6),
- Włodzimierz Kozłowski (odc. 7),
- Katarzyna Orzeszek (odc. 8, 13),
- Agnieszka Zwolińska (odc. 9-10)

Teksty piosenek:
- Marek Robaczewski (odc. 1-5, 10-11),
- Włodzimierz Kozłowski (odc. 7),
- Agnieszka Zwolińska (odc. 10)

Dźwięk i montaż:
- Janusz Tokarzewski (odc. 1-13),
- Hanna Makowska (odc. 10, 13)

Kierownik produkcji: Elżbieta Araszkiewicz

W wersji polskiej udział wzięli:
- Andrzej Arciszewski – Droopy
- Marek Robaczewski – Dripple
- Ryszard Olesiński –
  - Świrek,
  - Super Wiewiór (odc. 11, 13)
- Paweł Szczesny –
  - Dzidziuś (odc. 2),
  - Wygłupalian (odc. 4)
- Jerzy Bończak – Czubert
- Wojciech Machnicki – McWilk
- Marek Frąckowiak – Szajbek
- Antonina Girycz – Edna (odc. 6)
- Ewa Wawrzoń –
  - Zuzu (odc. 5),
  - Kora (odc. 7),
  - Wścibka (odc. 8)
- Michał Bukowski –
  - Szelberg (odc. 5),
  - MegaSzmal (odc. 8),
  - Pierre (odc. 12)
- Tadeusz Borowski –
  - Tata (odc. 9),
  - Rockfor (odc. 12)
- Jacek Kopczyński –
  - Premier (odc. 7),
  - Żółtek (odc. 9),
  - Czupkin
- Lucyna Malec –
  - Matronna (odc. 1),
  - Gwendola (odc. 2),
  - Kasia (odc. 12)
- Ewa Kania – Nieznajoma (odc. 1)
- Jacek Jarosz – Krzepki Wieprz (odc. 11)
- Andrzej Tomecki – Sprytny (odc. 7)

oraz
- Andrzej Gawroński – Naczelnik
- Włodzimierz Bednarski – Doktor Will
- Janusz Bukowski – Narrator
- Dariusz Odija
- Józef Mika
- Izabela Dąbrowska

i inni

## Spis odcinków
| Nr             | Polski tytuł                             | Kreskówka                  | Angielski tytuł                           |
| -------------- | ---------------------------------------- | -------------------------- | ----------------------------------------- |
|                |                                          |                            |                                           |
| SERIA PIERWSZA |                                          |                            |                                           |
|                |                                          |                            |                                           |
| 01             | Podwodna misja Droopy’ego                | Droopy                     | Droopy’s Deep Sea Mystery                 |
| 01             | Jak tęsknić za kimś, kto nie chce odejść | Wiewiórek Świrek           | How Can We Miss You If You Won’t Go Away? |
| 01             | Droopy i sprawa zaginionego smoka        | Droopy                     | Droopy And The Case Of The Missing Dragon |
|                |                                          |                            |                                           |
| 02             | Dzidziuś napada na bank                  | Droopy                     | The Babyman Bank Heists                   |
| 02             | Poranek Czuberta                         | Wiewiórek Świrek           | Dweeble’s Night Out                       |
| 02             | Kosmiczna sprawa Droopy’ego              | Droopy                     | The Deep Space Chase                      |
|                |                                          |                            |                                           |
| 03             | Do pudła ich                             | Droopy                     | Round ’Em Up Bub                          |
| 03             | Zakochane świrusy                        | Wiewiórek Świrek           | A Screwball Romance                       |
| 03             | Złośliwa gwiazda                         | Droopy                     | The Case Of The Snooty Star               |
|                |                                          |                            |                                           |
| 04             | Mafia potworów                           | Droopy                     | The Monster Mob                           |
| 04             | Wszyscy wynocha                          | Wiewiórek Świrek           | Everybody Out                             |
| 04             | Sherlock Droopy                          | Droopy                     | Sherlock Droopy                           |
|                |                                          |                            |                                           |
| 05             | Królowa mutantusiów wampirusiów          | Droopy                     | Queen Of The Mutant Weirdo Vampires       |
| 05             | Świrulek śniegulek                       | Wiewiórek Świrek           | Screwball Snowballs                       |
| 05             | Cień i niebieski gołąb                   | Droopy                     | Shadowman And The Blue Pigeon             |
|                |                                          |                            |                                           |
| 06             | Pojedynek detektywów                     | Droopy                     | Dueling Detectives                        |
| 06             | Wiewiórkulus Wstręciulus                 | Wiewiórek Świrek           | Squirrelicus Obnoxiousness                |
| 06             | Sherlock Droopy znów tropi               | Droopy                     | Sherlock Droopy Gets Hounded              |
|                |                                          |                            |                                           |
| 07             | Droopy i Boom Boom                       | Droopy                     | Droopy And The Cyberdolts                 |
| 07             | Parkowa gorączka złota                   | Wiewiórek Świrek           | Pickax Max                                |
| 07             | Gdzie zniknął Arnold?                    | Droopy                     | Hey! Where’s Arnold?                      |
|                |                                          |                            |                                           |
| 08             | Ciotka Wścibka                           | Droopy                     | Auntie Snoople                            |
| 08             | Demolka                                  | Wiewiórek Świrek           | Demolition Disorder                       |
| 08             | Maczo McWilk                             | Droopy                     | Mushu McWolf                              |
|                |                                          |                            |                                           |
| 09             | Powrót Żółtka                            | Droopy                     | Return Of The Yolker                      |
| 09             | Jaki ojciec taki syn                     | Wiewiórek Świrek           | A Chip Off The Old Blockhead              |
| 09             | Super McWilk                             | Droopy                     | Mighty McWolf                             |
|                |                                          |                            |                                           |
| 10             | Obrońcy owiec                            | Droopy                     | Sheep Thrills                             |
| 10             | Świrek na Dzikim Zachodzie               | Wiewiórek Świrek           | Screwball Out West                        |
| 10             | Skamielina maltańska                     | Droopy                     | The Maltese Fossil                        |
|                |                                          |                            |                                           |
| 11             | Droopy na łajbie                         | Droopy                     | Deep Swamp Droopy                         |
| 11             | Czubert, psi oddech                      | Wiewiórek Świrek           | Dog Breath Dweeble                        |
| 11             | Dzikusy                                  | Super Wiewiórek Błyskawica | Hogs Wild                                 |
|                |                                          |                            |                                           |
| 12             | Sprawa Pierre’a Le Poulet                | Droopy                     | The Case Of Pierre Le Poulet              |
| 12             | Hece na oceanie                          | Wiewiórek Świrek           | Commotion On The Ocean                    |
| 12             | Droopy Aligator                          | Droopy                     | Alligator Droopy                          |
|                |                                          |                            |                                           |
| 13             | Pierwotna zdobycz                        | Dzika Mysz                 | Primeval Prey                             |
| 13             | Koszmarny sen Szajbka                    | Wiewiórek Świrek           | Dweeble’s Worst Nightmare                 |
| 13             | Wojna Super Wiewiórów                    | Super Wiewiórek Błyskawica | Battle Of The Super Squirrels             |
|                |                                          |                            |                                           |